# Fix & Foxi
Fix & Foxi, vanaf jaargang 1961 nr. 14 genaamd Fix & Fox, is een stripblad dat werd uitgegeven van 10 oktober 1959 tot 27 augustus 1966 door de Nederlandse Rotogravure Pers als kinderblad bij het damesblad Eva, zoals de Donald Duck hoorde bij de Margriet van De Geïllustreerde Pers. De eerste vijf nummers hadden 24 pagina's, latere hadden er 32.
Het blad werd vrijwel geheel gevuld met stripverhalen waarvan de Duitse uitgever Rolf Kauka de geestelijke vader was. De avonturen van de rode vossen-tweeling Fix en Foxi en hun vrienden stonden daarbij centraal. De eerste tekenaar van Fix & Foxi was de Nederlander Dorul van der Heide. 
Daarnaast werden enkele andere leesverhalen opgenomen van Nederlandse oorsprong zoals Paulus de Boskabouter en enkele strips van andere oorsprong, als Pit & Piccolo (beter bekend als Robbedoes en Kwabbernoot), Roodbaard (1965), Fort Navajo (Blueberry, 1965-1966), Pit Pistool (1961, van Uderzo) en Winnetou (1963-1964, 1966). Het haakte ook in op de met-melk-meer-mans reclames van Joris Driepinter en de M-Melkbrigade waarvan Melle Kop (1961-1965) als stripverhaal getuige was. Verder had het blad ook een brievenrubriek, puzzels en prijsvragen, en wetenswaardigheden.
In 1964/1965 werden op het Delta-label twee 45-toeren grammofoonplaatjes uitgebracht onder de titels "Zingen met het FIFO-koor" en "Fix & Fox in Afrika". Beide plaatjes bevatten een hoorspel met liedjes gezongen door het FIFO-koor, gevormd door lezertjes van het blad die deel uitmaakten van de FIFO-club.
Het blad heeft nooit het succes gehad dat de Donald Duck en de Duitse Fix & Foxi wel hadden en werd in 1966 na nummer 35 vervangen door het nieuwe stripblad TV2000 dat zich baseerde op populaire televisieseries als Thunderbirds en Thierry la Fronde.
In Duitsland werd Fix & Foxi uitgegeven van 1955 (na eerdere uitgaven van Kauka, onder andere titel) tot 1994. Tussen 2000 en 2010 zijn pogingen ondernomen om het stripblad nieuw leven in te blazen, maar die waren van korte duur. Er zijn ook televisie-tekenfilms van gemaakt die op de Duitse zender Das Erste en kinderzender KiKa worden uitgezonden, en later op de betaalzender Fix & Foxi.

## De strips
Enkele van de strips die in het blad verschenen, en hun hoofdpersonen (met hun oorspronkelijke Duitse namen):

### Fix & Fox
- Fix en Foxi, later Fix en Fox (vossentweeling, Fix en Foxi)
- Lupo (de wolf, een voor niets deugende levensgenieter, Lupo)
- Oma Eulalia (wolvin, altijd tulbanden en taarten bakkende oma van Lupo en Lupientje, Oma Eusebia)
- Lupientje (wolvin, het nichtje van Lupo, Lupinchen)
- Knox (raaf, Knox)

### Tom en Klein Beverhart
- Tom (een cowboy-jongen, Tom)
- Klein Beverhart (de indiaans vriend van Tom, Klein Biberherz)
- Opa Nikodemus (grootvader van Tom, Nikodemus)

### Utopia
- Melle Kop (ruimtevaarder, Mischa)
- Tineke (vriendin van Tom, Connie/Conny/Conni)
- Professor Turbino (oom van Tineke, Professor Turbino)

### Hops en Stops
- Hops (haas, Hops)
- Stops (egel, Stops)